# Kuter trałowy

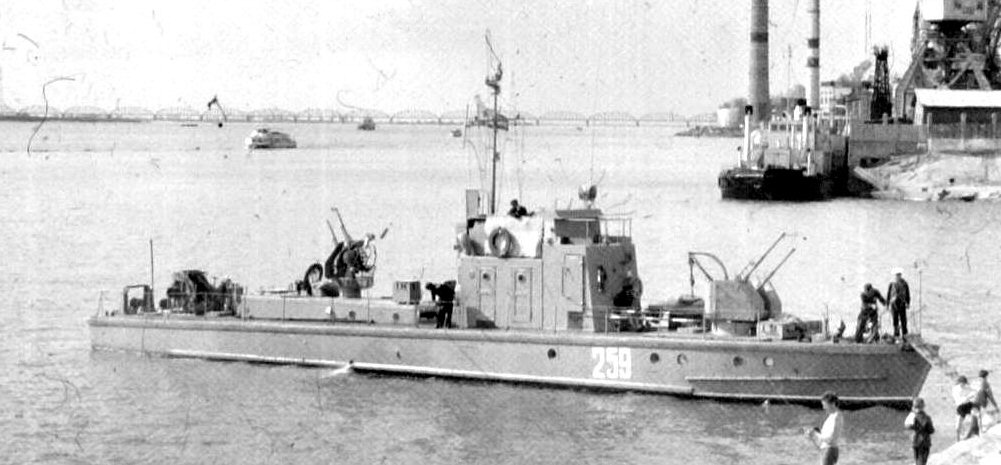
Radziecki kuter trałowy projektu 151

Kuter trałowy – mały okręt przeznaczony do oczyszczania akwenów morskich z min morskich za pomocą holowanych trałów (trałowania), a także do zadań pomocniczych, mniejszy od trałowca.
Wyporność kutrów trałowych wynosi od ok. 20 do 100 ton, lecz klasyfikowane tak są też jednostki większe (np. polskie proj. B410-IVS - 206 t).
Wyposażenie trałowe kutrów trałowych jest zbliżone do trałowców, lecz zwykle uboższe. Uzbrojenie stanowią zwykle wielkokalibrowe karabiny maszynowe lub małokalibrowe działka automatyczne kalibru do 20 mm. Kutry trałowe z racji rozmiarów nie są wyposażane w stacje hydrolokacyjne, z reguły nie przenoszą też min morskich. Z racji niewielkich rozmiarów przeznaczone są z reguły do trałowania wód przybrzeżnych, ich rola jest pomocnicza w stosunku do trałowców. Podobnie jak trałowce, kutry trałowe zostały od lat 80. XX wieku w znacznym stopniu wyparte przez niszczyciele min.
W Polskiej Marynarce Wojennej służyły od 1946 cztery poniemieckie kutry desantowe przebudowane na szybkobieżne kutry trałowe nr 1 - 4, lecz nie były używane do trałowania min, ale do zadań pomocniczych. Od 1955 do lat 70. w PMW służyło 7 kutrów trałowych typu TR-41 (proj. 151), a od 1958 do 1982, 25 kutrów trałowych projektu 361T. Jednostki obu typów budowane były w Polsce na licencji radzieckiej i masowo były używane w ZSRR. Od 1983 roku do 2005 roku w Marynarce Wojennej używane były dwa duże proj. B410-IVS, opracowane w Polsce na bazie projektu trawlera rybackiego.